# Флаг Колорадо
Флаг Колора́до (англ. Flag of Colorado) — один из символов американского штата Колорадо.

## Описание
Флаг штата Колорадо представляет собой прямоугольное полотнище разделённое на три равновеликие горизонтальные полосы. Верхняя и нижняя полосы синего цвета, средняя — белого цвета. На середине флага, ближе к древку, изображена круглая буква «С» красного цвета, заполненная золотым диском.
Синий цвет символизирует небеса, золото — солнечный свет, белый — снежные горы, красный — землю.

Дорожный знак штата Колорадо, обозначающий номер шоссе

## История
Флаг был предложен Эндрю Карлайлом Джонсоном в 1911 году и официально утверждён в качестве флага штата 5 июня этого же года.
Однако, закон не определял размер буквы «С» и оттенки синего и красного цветов. Таким образом, некоторые флаги различались цветами и размером буквы «С». 28 февраля 1929 года Генеральная Ассамблея штата добавила к описанию флага, что синий и красный цвета будут такого же оттенка, как на флаге Соединённых Штатов. 31 марта 1964 года было указано, что диаметр золотого диска должен быть равным 1/3 ширины флага.